# Björn Ulvaeus
Björn Kristian Ulvaeus (Göteborg, 25 april 1945) is een Zweeds muzikant en componist. Hij is een van de bandleden van de popformatie ABBA.

## Voor ABBA
Björn Ulvaeus werd geboren in Göteborg in een muzikaal gezin waar hij al snel opviel door zijn talent voor talen en muziek. Op elfjarige leeftijd verhuisde hij met zijn ouders naar Västervik waar hij onder impuls van zijn oom prompt gitaar ging spelen in een folkgroepje. In 1961 vormde hij met drie schoolkameraden een band die vooral een mix van folk, dixieland en jazz bracht.  Om in 1963 te kunnen deelnemen aan een talentenjacht op de Zweedse radio, schreef zijn moeder hen in onder de naam The West Bay Singers, de Engelse vertaling van Väster (west) en Vik (baai). Het radio-optreden viel onmiddellijk in de smaak bij platenproducent Bernt Bernhag die hen in contact bracht met zijn collega Stig Anderson. Deze laatste nam de vierkoppige band mee naar Stockholm waar hij hen onder de naam Hootenanny Singers liet tekenen voor zijn label Polar Music International. Zij zouden daarop vooral in het Zweeds zingen wat vrij ongewoon was in die tijd. In 1964 reisde de groep met een oude gehuurde Volvo op tournee door Europa en beleefden ze naar eigen zeggen, ondanks hun matig succes, de tijd van hun leven.
In 1965 vatte Ulvaeus aan de Universiteit van Lund zijn studies handelsrecht aan die hij later ook zou voltooien.
In 1968 bracht hij zijn eerste solo-single Raring uit, de Zweedse versie van de internationale hit Honey. Met de Hootenanny Singers neemt hij ook nog een plaatje in het Nederlands op (met Gabrielle en Zuidenwind). In deze periode leerde hij Benny Andersson kennen, en samen vormden ze een schrijf- en productieteam. Stig Anderson huurde het duo in als vaste producers van Polar.
In de zomer van 1969 leerde Ulvaeus tijdens de opnames van een televisieshow gewijd aan de Zweedse componist Jules Silvain, Agnetha Fältskog kennen. Kort daarna waren ze verloofd en namen ze hun intrek in een klein flatje in Stockholm. Ze trouwden op 6 juli 1971. Samen met Andersson en Anni-Frid Lyngstad vormden ze het uitermate succesvolle ABBA. In 1980 scheidden Ulvaeus en Fältskog, maar de band bleef bestaan tot 1982. Op 6 januari 1981 trouwde Ulvaeus met Lena Kallersjö. Het huwelijk werd geheim gehouden. Er waren twaalf mensen bij de huwelijkssluiting aanwezig.

## Na ABBA
Nadat ABBA uit elkaar was gevallen, bleef Ulvaeus samenwerken met Andersson. Zo creëerden zij musicals als Chess (waarin onder andere het bekende nummer One Night in Bangkok van Murray Head voorkomt), Kristina från Duvemåla en Mamma Mia! (waarin enkele ABBA-songs verwerkt zijn).
In 1999 ontving hij de Zweedse koninklijke onderscheiding Litteris et Artibus.
Ulvaeus heeft vier kinderen, Linda Elin en Christian met Fältskog, en Emma en Anna met Kallersjö. Ulvaeus en Kallersjö scheidden in 2022. Hij trouwde in 2024 een derde keer, nu met Christina Sas.
- Bibsys: 90845439
- Biblioteca Nacional de España: XX1143104
- Bibliothèque nationale de France: cb13900639t (data)
- CiNii: DA13193279
- Gemeinsame Normdatei: 119010232
- International Standard Name Identifier: 0000 0001 0921 6818
- KulturNav: 8d5a1d7b-e047-4ebf-980c-3496c605e593
- Library of Congress Control Number: n87102948
- Nationale Bibliotheek van Letland: 000094057
- MusicBrainz: ffb77292-9712-4d03-94aa-bdb1d4771d38
- Bibliotheek van het Japanse parlement: 001283964
- Nationale Bibliotheek van Tsjechië: xx0034748
- Nationale bibliotheek van Australië: 35660577
- Nationale Bibliotheek van Israël: 987007404802405171
- Nationale Bibliotheek van Polen: a0000002566554
- Nationale en Universitaire bibliotheek Zagreb: 000068556
- Nederlandse Thesaurus van Auteursnamen: 071071083
- Réseau des bibliothèques de Suisse occidentale: 02-A003919103
- LIBRIS: 217655
- Système universitaire de documentation: 131891324
- Trove: 1030988
- Virtual International Authority File: 85515648
- WorldCat: E39PBJc7X6MMYqpKwHbHm6FdwC